# Rock Fest BCN
El Rock Fest Barcelona es un festival de música de rock y heavy metal celebrado en verano, principalmente en el mes de julio, en el Parque de Can Zam, en la ciudad de Santa Coloma de Gramanet. El festival nació con el objetivo de llenar el hueco de festivales de este estilo en la zona de la ciudad de Barcelona. Poco a poco se ha ido consolidando como una de las citas imprescindibles de este género en España y el resto de Europa, con visitantes venidos de todos los rincones del mundo. Más de 71 nacionalidades visitan el festival cada año.

## Ediciones

### 2014
El festival se celebró los días 4 y 5 de julio y contó con dos escenarios para la primera edición, un escenario principal, llamado simplemente Main Stage; y otro más pequeño llamado Rock Tent, una carpa cubierta. Los cabezas de cartel fueron Manowar.
Esta es la lista de grupos participantes.  Los grupos en cursiva son bandas tributo, entre paréntesis se especifica cuál es el grupo tributado.
Main Stage
| - Manowar - Twisted Sister - Gamma Ray - Kreator - Barón Rojo - H.E.A.T | - Los Suaves - Stratovarius - Epica - Angelus Apatrida - Medina Azahara - Sabaton | - Mojinos Escozíos - Obús - Lacuna Coil - Rat-zinger - Kapiche Clú |

Rock Tent
| - Napalm Death - Ktulu - Alyanza - Mean Machine | - Dr. Crüe (Mötley Crüe) - Fast Sharks (Accept) - Motörhits (Motörhead) - Casino Montreux (Deep Purple) | - Bounce (Bon Jovi) - Kiss of Death (Kiss) - Seek 'em All (Metallica) - Cretins (The Ramones) |

### 2015
El festival se celebró los días 23, 24 y 25 de julio. En esta 2º edición se presentó un escenario gemelo es decir, 2 bocas de escenario juntas, y con una planta de unos 1.600m2, de superficie, entre escenario, zona de trabajo y muelle de carga y descarga, en la actualidad es el escenario más grande de un festival en España. Ello contribuye a poder programar más bandas y agilizar los cambios entre actuaciones en tan solo 5 minutos. También contó como una de las atracciones con la presencia de un globo aerostático al cual podían subir los asistentes a unos 50 m de altura y contemplar el Festival a vista de pájaro. Se habilitó una zona de acampada junto al circuito de Montmeló. Las bandas fueron las siguientes:
| - Accept - Ángeles del Infierno - Angelus Apatrida - Annihilator - Asphyxion - Axxis - Battle Beast - Brujería - Destruction - Dream Theater - Entombed A.D. - Europe | - Hamlet - Hatebreed - Helloween - Judas Priest - Krokus - LGP recordant Sangtraït - Loudness - Nightwish - Nuclear Assault - Powerwolf - Primal Fear - Refuge | - Riot - Rosendo - Sabaton - Saxon - Scorpions - Status Quo - Twisted Sister - Venom - WarCry - W.A.S.P. |

### 2016
El festival se celebró los días 15, 16 y 17 de julio. En esta edición el otro tercer escenario ubicado en la carpa llamada Rock Tent creció de tamaño para albergar a más público. También se instaló la Motörtent en homenaje al querido líder, cantante y bajista de Motörhead LEMMY KILMISTER, que había sido contratado para actuar en esta edición y falleció pocos meses antes 28 Dic 2015, con una residencia del grupo tributo MotorHits el cual tenía programadas varias actuaciones a lo largo de cada día del festival. Las bandas fueron las siguientes:
| - Alyanza - Anthrax - Amon Amarth - Armored Saint - Barón Rojo - Battle Beast - Blind Guardian - Candlemass - Ciclonautas - Coroner - Doro - Dragonforce | - Eclipse (banda) - Grave Digger - Heaven Shall Burn - Impellitteri - Iron Maiden - King Diamond - Kreator - Leize - Loudness - Mägo de Oz - Michael Schenker | - Moonspell - Nonsense - Obituary - Orphaned Land - Overkill - Rata Blanca - Slayer - The Answer - Thin Lizzy - Twisted Sister - Tyketto | - Unisonic - Whitesnake - Wild Lies |

Carpa Tent
| - Boni de Barricada | - '77 | - Thundermother |

### 2017

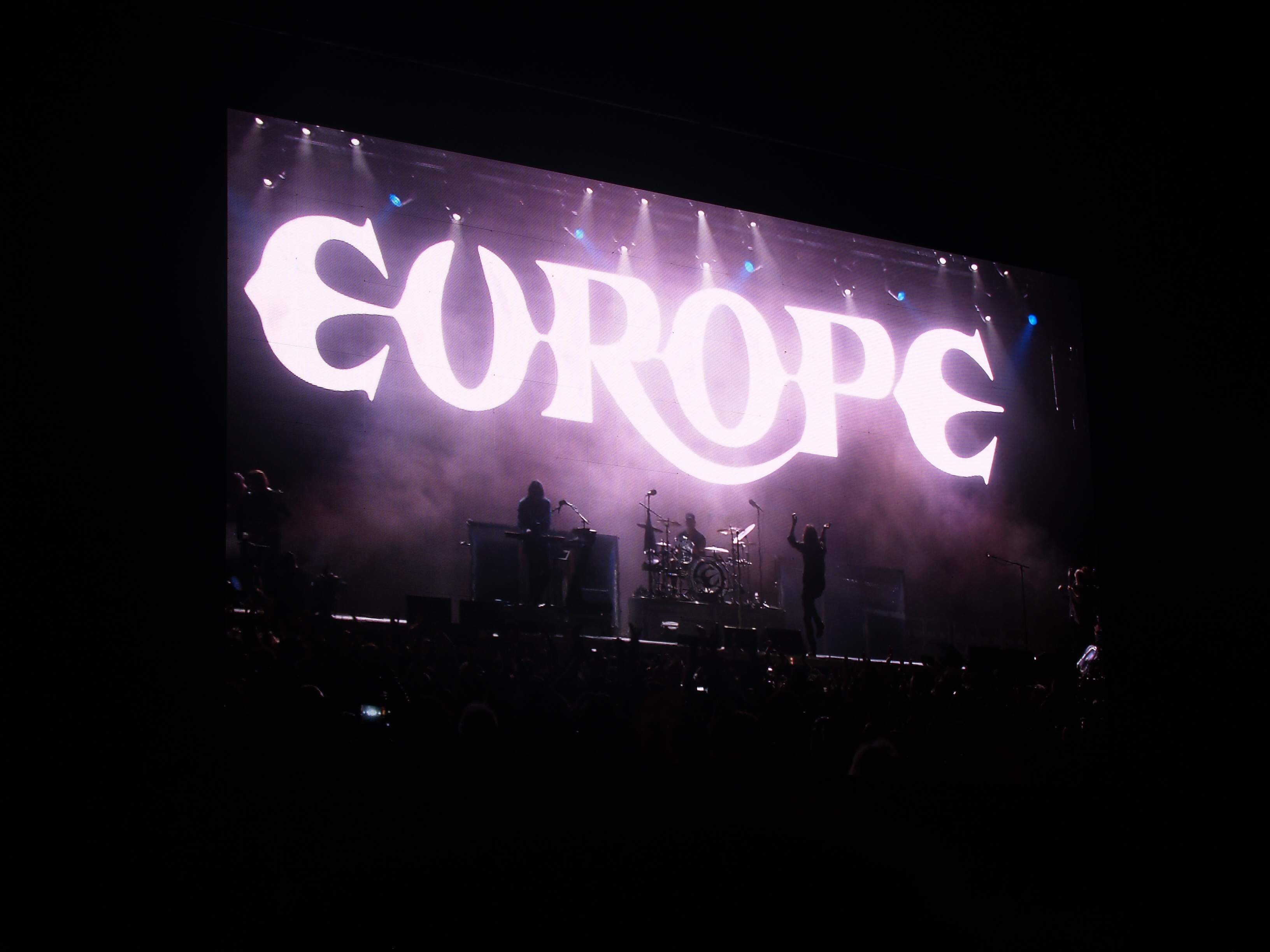
Presentación de Europe en la edición de 2017

El festival se celebró los días 30 de junio, 1 y 2 de julio. En esta edición el 3º escenario de la Rock Tent tomo más protagonismo programando más actuaciones bajo su techo. Las bandas fueron las siguientes:
| - Deep Purple - Aerosmith - Europe - Krokus - Saratoga - Abbath (banda) - Avantasia - Ensiferum - Eclipse (banda) - Lords of Black - Exciter (banda) - Gloryhammer | - Ñu (banda) - Running Wild - Sodom - Airbourne - Emperor - Reincidentes - HammerFall - Udo Dirkschneider - Queensrÿche - Saurom - Paradise Lost - In Extremo | - Alter Bridge - Crisix - Soziedad Alkoholika - Decapitated - Jotnar - Imperial Jade - Blue Öyster Cult - 77' - Alice Cooper - Saxon (banda) - Carcass - Rage (banda) | - Metal Church - Angelus Apatrida - Sepultura (banda) - Gotthard - God Save the Queen (banda tributo a Queen) - Killcode - Rosendo - Black Star Riders - Astray Valley - Pretty Maids - Inconscientes (banda) |

### 2018
La quinta edición del festival se celebró los días 5, 6 y 7 de julio. Esta 5º edición fue la consolidación del festival tanto por la programación como por la asistencia de público. Las bandas fueron las siguientes:
Jueves 5
| Stage ROCK FEST - Amaranthe - Eclipse (banda) - Uriah Heep - Judas Priest - H.E.A.T | - Born In Exile - Tankard - Dee Snider - Accept - Ozzy Osbourne - Bömbers | Rock Tent - Rocking Horse - Evergrey - The Last Internationale - Porretas |

Viernes 6
| Stage ROCK FEST - Lacuna Coil - Axel Rudi Pell - Mägo de Oz - Dimmu Borgir - Annihilator | - Dark Funeral - Ross The Boss - Vixen (banda) - Stratovarius - Helloween - Korpiklaani | Rock Tent - Tygers of Pan Tang - Wolfheart (banda) - Débler - Kataklysm - Brainstorm (banda) - Gigatron |

Sábado 7
| Stage ROCK FEST - Destruction - The Dead Daisies - Mojinos Escozios - Sôber * - Megadeth - Kiss con la BCN Rock Orchestra | - Dark Tranquility - Iced Earth - Phill Campbell and the Bastard Sons - Stryper - Scorpions - T.N.T (banda tributo a AC/DC) | Rock Tent - Bourbon Kings - Unleash The Archers - Insomnium - Tremonti - Lujuria (banda) |

### 2019
La sexta edición del festival se celebró los días 4, 5, 6 y 7 de julio. Para esta edición excepcionalmente se programaron  4 días de festival Las bandas fueron las siguientes:
Jueves 4
| Stage ROCK FEST - King Diamond - W.A.S.P. - Demons & Wizards - U.D.O. | - Primal Fear - Raven - Kilmara | Rock Tent - Ankhara - Imperial Jade |

Viernes 5
| Stage ROCK FEST - ZZ Top - Michael Schenker Fest - Powerwolf - Gamma Ray - Böhse Onkelz | - Obús - Turilli / Lione Rhapsody - Rage con la BCN Rock Orchestra - Thunder - Beast in Black | Rock Tent - Napalm Death - Entombed A.D. - Candlemass - King King |

Sábado 6
| Stage ROCK FEST - Saxon - Venom - Arch Enemy - Krokus - Angelus Apatrida - Hammerfall | - Avatar - Cradle of Filth - Gun - Def Con Dos - Leo Jiménez | Rock Tent - Boikot - Los Barones - Deldrac - Combichrist |

Domingo 7
| Stage ROCK FEST - Def Leppard - Europe - Dee Snider - Dream Theater - Testament | - Children of Bodom - Sebastian Bach - Sonata Arctica - Therion - Michael Monroe | Rock Tent - Cannibal Corpse - Helix - FM - Elvellon |

### 2020
Este año se había programado un festival en Can Zam con Kiss, Judas Priest y Lynyrd Skynyrd entre otras bandas pero la pandemia de COVID-19obligó a aplazar el evento a 2021.

### 2021
En 2021 se intentó realizar el festival, pero la situación no mejoró aplazando el evento a 2022.

### 2022
Este fue el año de vuelta del Barcelona Rock Fest después de 2 años de ausencia. Se programaron algunas de las bandas que no pudieron actuar en los festivales suspendidos y se añadieron algunas nuevas bandas al cartel.
Jueves 30 de junio
| Stage rock - Accept - Nightwish - Gotthard - Stormzone | Stage fest - Jinjer - Dropkick murphy's - Avantasia - BlacKøwl | Rock tent - Myrath - Celtica pipes rock! |

Viernes 1 de julio
| Stage Rock - Alice Cooper - Blind Guardian - Alestorm - Kontrust - Reef | Stage Fest - Mercyful Fate - Ross The Boss - U.F.O - Crisix - Bullet | Rock Tent - Evil Invaders - Orange Goblin - Bloodbath - Nashville Pussy |

Sábado 2 de julio
| Stage Rock - Kiss - Megadeth - Diamond Head - B!ues P¡lls - Doro | Stage est - Judas Priest - Obús - Angelus Apatrida - Phil Campbell and the bastard sons - Disconnected | Rock Tent - D.A.D - Mind Driller - The New Roses - Ciclonautas |

### 2023
En 2023 tampoco se pudo realizar el festival, esta vez por obras realizadas en el parque de Can Zam. Se anunció el Barcelona Rocks, una modalidad de festival de un día que se celebró el 8 de julio en el Sant Jordi Club, anexo al Palau Sant Jordi y contó con las bandas:
- Scorpions
- Saxon
- Angelus Apatrida

- Eclipse

### 2024
En 2024 se retornaría al festival original de 3 días en Can Zam aunque se añadiría al cartel el jueves un concierto de El Drogas a modo de bienvenida al festival.
Viernes 5 de julio
| Stage rock - Warcry - Crisix - Cavalera - Kontrust - Motosierras | Stage fest - W.A.S.P. - KK Priest - Primal Fear - Korpiklaani - Rhapsody of Fire | Rock tent - Sodom - Bourbon Kings - Cobardes - Massive Wagons - My Own Ghost |

Sábado 6 de julio
| Stage Rock - Pantera - Europe - Michael Schenker - Ross the Boss - Ktulu | Stage est - Deep Purple - Angelus Apatrida - Wolfmother - Eclipse - Terminal Violence | Rock Tent - Asomvel - Crownshift - Celtica - Dark Funeral - Mapogos |

Domingo 7 de julio
| Stage rock - Soziedad Alkohlika - Gamma Ray - The Warning - Stratovarius - Frequency | Stage fest - Parkway Drive - Blind Guardian - Hatebreed - Abbath - The Baboon Show | Rock tent - Thy Art is Murder - Ankhara - Ratos de Porao |

### 2025
El festival ha anunciado su novena edición (sin contar con 2023) para los días 26, 27, 28 y 29 de junio del 2025 y confirmado la primera banda del cartel, Running Wild.